# Когадєєв Анатолій Олександрович
Анатолій Олександрович Когадєєв (нар. 17 серпня 1930 — ?) — радянський діяч, директор Макіївського металургійного заводу імені Кірова Донецької області, заступник міністра чорної металургії УРСР та СРСР. Член ЦК КПУ в 1971—1976 роках.

## Біографія
Трудову діяльність розпочав підручним зварювальника Макіївського металургійного заводу імені Кірова Сталінської (Донецької) області.
Член КПРС з 1955 року.
Закінчив заочно Донецький політехнічний інститут.
До 1968 року — начальник прокатного цеху Макіївського металургійного заводу імені Кірова Донецької області.
У 1968—1973 роках — директор Макіївського металургійного заводу імені Кірова Донецької області.
З 1973 року працював заступником, 1-м заступником міністра чорної металургії Української РСР, а з 1980-х років — заступником міністра чорної металургії СРСР — головою Центрального правління Науково-технічного товариства чорної металургії.
У 1990-х роках був заступником генерального директора по металургії ТЗО «Газкомплектімпекс» («Газпром комплектація») у Москві.
Потім — на пенсії в місті Москві.